# Ferrari 637

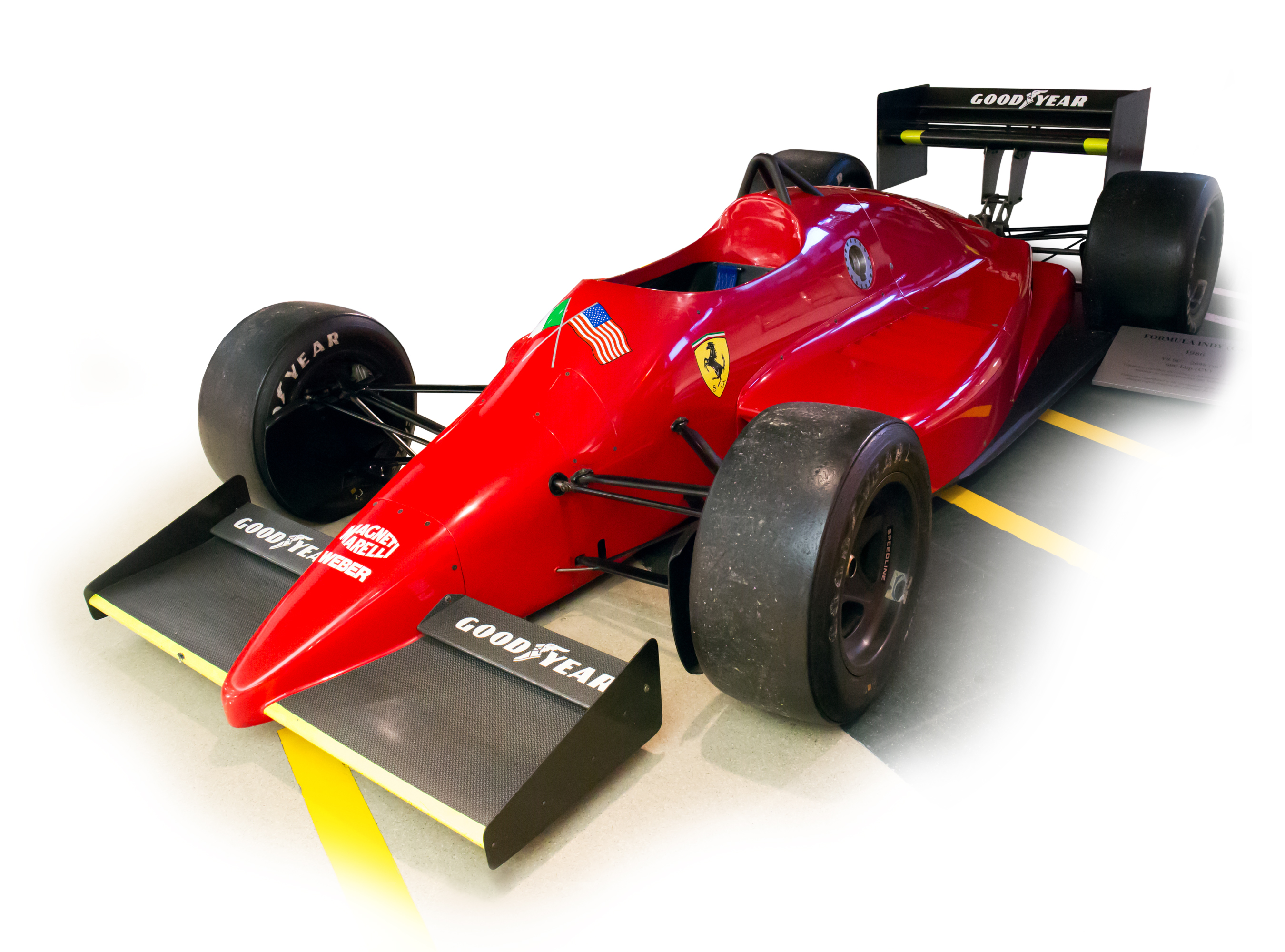
Der Ferrari 637 im „Museo Ferrari“ in Maranello

Der Ferrari 637 war ein Rennwagen, den die Scuderia Ferrari speziell für die nordamerikanische „CART-Indy-Car-Serie“entwickelte. Von Gustav Brunner entworfen und 1986 gebaut, getestet und der Presse vorgestellt, kam der 637 oder auch Ferrari Formula Cart aber nie zum Renneinsatz.

## Hintergrund
Der Hauptgrund für den Bau dieses Fahrzeugs, dessen Bezeichnung sich auf die werksinterne Seriennummer bezieht, dürfte die Unzufriedenheit Enzo Ferraris mit den von der FIA geplanten Änderungen des Motorenreglements für die Formel 1 gewesen sein. Diese Änderungen, mit denen der Commendatore nicht einverstanden war, sahen eine Festlegung auf eine V8-Konfiguration mit einem maximalen Hubraum von 3500 cm³ und ein Turbo-Verbot ab der Saison 1989 vor. Da zuvor für die nähere Zukunft von der FISA, die innerhalb der FIA für die Formel 1 zuständig war, ein Konzept erarbeitet worden war, das eine Reduzierung des Hubraums auf 1200 cm³ vorsah und für das die Scuderia bereits einen neuen Vierzylindermotor entwickelt hatte, drohte Enzo Ferrari mit einem Ausstieg aus der Formel 1.
Ferrari hatte zwar in der Vergangenheit kein Geheimnis aus seinem Wunsch gemacht, das Indianapolis 500 zu gewinnen, aber viele glaubten, seine Drohung, die Formel 1 zugunsten der CART-Serie zu verlassen, sei lediglich ein Verhandlungs- beziehungsweise Druckinstrument gewesen, um die FIA dazu zu bringen, ihre Motorvorschriften zu überdenken.
Diese Thematik (unter ähnlichen Vorzeichen) ist auch 2020 wieder aktuell.

## Geschichte

### Entwicklung
Ferrari wandte sich wegen des möglichen CART-Projekts an seinen Reifenlieferanten Goodyear, der das Truesports-CART-Team für eine Forschungs- und Entwicklungspartnerschaft empfahl.
Nach der CART-Saison 1985 reisten Truesports und der Indy-Car-Pilot Bobby Rahal nach Italien, um dort einen aktuellen March-85C-Cosworth-Indy-Car-Rennwagen vorzuführen. Das Auto wurde von Rahal auf der Fiorano-Teststrecke präsentiert und danach von Ferrari-Fahrer Michele Alboreto erprobt. Anschließend wurde es komplett demontiert und von Ferrari analysiert. Enzo Ferrari gab für das Projekt, für das er angeblich sogar Adrian Newey engagieren wollte, „grünes Licht“. 1986 entwarf und baute Ferrari dann unter der Leitung von Gustav Brunner ein eigenes Auto, dem Alboreto nach ausgiebigen Tests in Fiorano gute Eigenschaften bescheinigte.

### Taktischer Einsatz
In der zweiten Hälfte des Jahres 1986 trafen sich wichtige Verantwortliche der Formel 1 und der FIA in Maranello, um mit Enzo Ferrari über die Zukunft zu sprechen. Während dieses Treffens erklärte Ferrari seinen Gesprächspartnern, dass sein Rennstall weiterhin mit V12-Motoren antreten wolle. Sollten diese Motoren jedoch verboten werden, könne er den Verbleib seines Unternehmens in der Formel 1 nicht garantieren. Mitten im Gespräch (so wird in mehreren Quellen berichtet) wurde im Innenhof der damals noch deutlich kleineren Fabrik der Tipo 637 gestartet. Die Formel-1-Spezialisten hörten am Geräusch, dass es sich um einen V8-Motor mit Turbo und relativ großem Hubraum handelte. Damit konnte das Fahrzeug nur für die Indianapolis 500 konzipiert sein. Wenige Minuten später soll klar gewesen sein: Ferrari durfte weiterhin Zwölfzylinder in der Formel 1 einsetzen. Noch am selben Tag soll Enzo Ferrari das Projekt 637 gestoppt haben.
Eine andere, etwas wahrscheinlichere Annahme ist, dass dieses Projekt noch kurze Zeit weiterlief und erst der 1987 neu verpflichtete technische Direktor John Barnard entschied, „dass es genug ist“: Wenn die Scuderia noch einmal auf dem Siegerpodium stehen wolle, müssten diese „Indy-Car-Spielereien“ beendet und alle Gelder, Ressourcen und Arbeitskräfte auf das Projekt Formel 1 ausgerichtet werden.

### Verbleib
Letztlich wurde der Typ 637 nie als Ferrari gefahren, sondern an die Fiat-Tochter Alfa Romeo weitergegeben, die auf diesem Wege ihre Bekanntheit und damit ihre Marktanteile in den USA steigern wollte. Es kam aber wohl nur der Motor (mit mäßigem Erfolg) zum Einsatz.
Der Ferrari 637 ist gegenwärtig (Stand 2019) in der Galleria Ferrari, dem Museum in Maranello, ausgestellt.

## Technik

### Überblick
Der Ferrari 637 war mit einem Motor ausgestattet, der im Wesentlichen auf dem Achtzylinder beruhte, den Ferrari für den Gruppe-C-Wagen Lancia LC2 geliefert hatte, dieser Motor wiederum beruhte auf dem Triebwerk des Ferrari 308 (sowohl Ferrari als auch Lancia gehörten zur Fiat-Gruppe). Das Chassis entwarf Gustav Brunner parallel zur Entwicklung des Ferrari-F1/87-Monoposto. In der Aerodynamik (Front- und Heckflügel) wurde der Tipo 637 dem amerikanischen Reglement angepasst. Außerdem wurden die den CART-Vorschriften entsprechenden nach oben montierten Auspuffanlagen verwendet.

### Technische Daten
| Kenngrößen              | Ferrari 637 (1986)                                                                                  |
| ----------------------- | --------------------------------------------------------------------------------------------------- |
| Motor                   | Ferrari 034 / Achtzylinder-V-Motor mit 90° Zylinderbankwinkel / 32 Ventile                          |
| Kühlung                 | k. A.                                                                                               |
| Hubraum                 | 2650 cm³                                                                                            |
| Bohrung × Hub           | 86 mm × 57 mm                                                                                       |
| Kompression             | 11,5 : 1                                                                                            |
| Kraftstoff              | Methanol (Agip)                                                                                     |
| Gemischaufbereitung     | Digitale elektronische Einspritzung von Weber-Marelli                                               |
| Zündung                 | elektronische Zündung (Magneti Marelli)                                                             |
| Leistung                | 690 PS bei 12.000/min                                                                               |
| Maximales Drehmoment    | k. A.                                                                                               |
| Motoraufladung          | Garrett-Turbolader                                                                                  |
| Kraftübertragung        | k. A.                                                                                               |
| Chassis                 | Unterteil aus Aluminium und Oberteil aus Carbon- und Kevlar-Verbundwerkstoff mit Aluminiumeinsätzen |
| Radaufhängung vorn      | k. A.                                                                                               |
| Radaufhängung hinten    | k. A.                                                                                               |
| Bremsen                 | k. A.                                                                                               |
| Spurweite vorn/hinten   | 1708 mm / 1610 mm                                                                                   |
| Radstand                | 2812 mm                                                                                             |
| Reifengröße vorn/hinten | k. A.                                                                                               |
| Reifenfabrikat          | Goodyear                                                                                            |
| Länge × Breite × Höhe   | 4420 mm × 1990 mm × ---                                                                             |
| Trockengewicht          | k. A.                                                                                               |
| Höchstgeschwindigkeit   | k. A.                                                                                               |

## Galerie

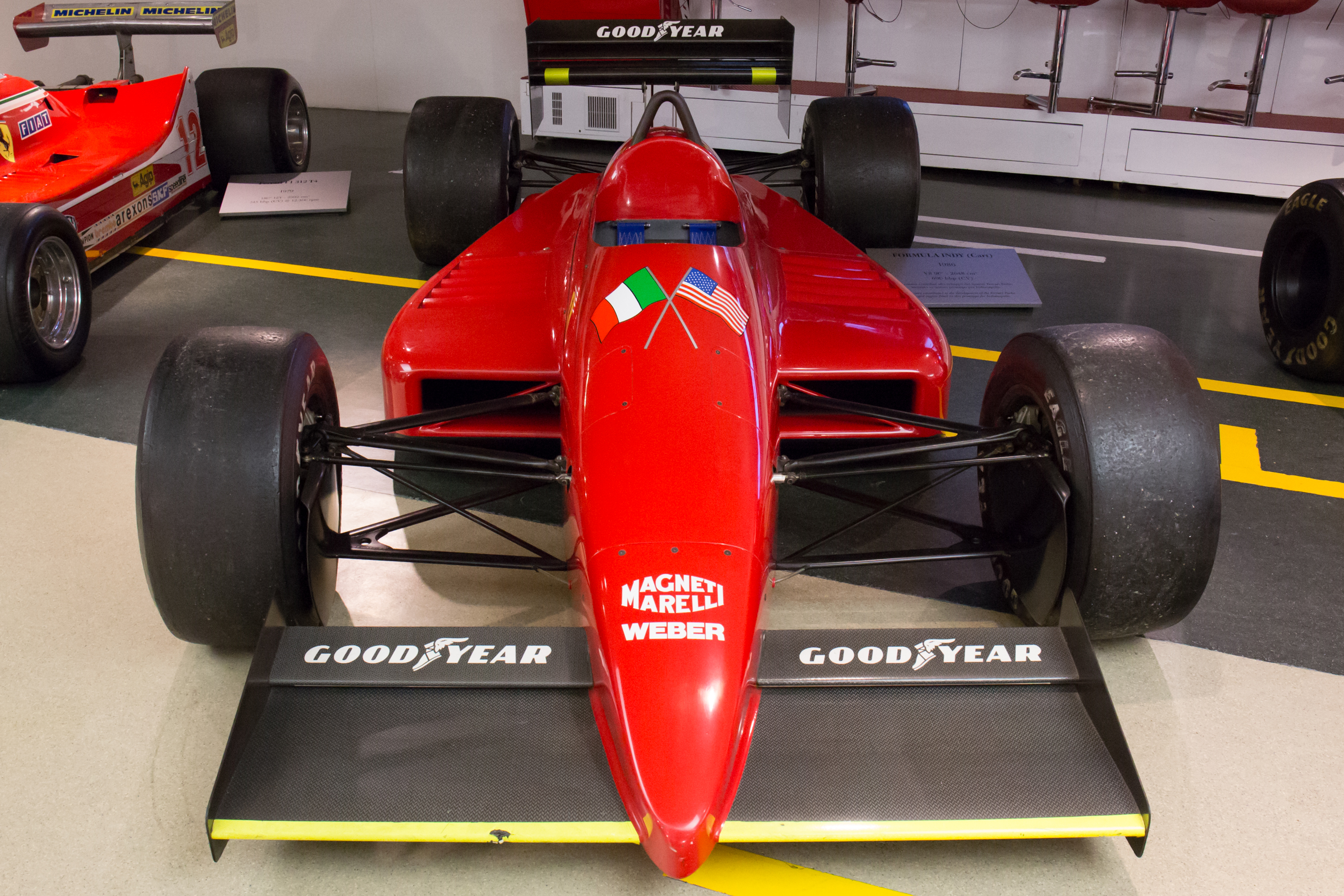
Ferrari 637
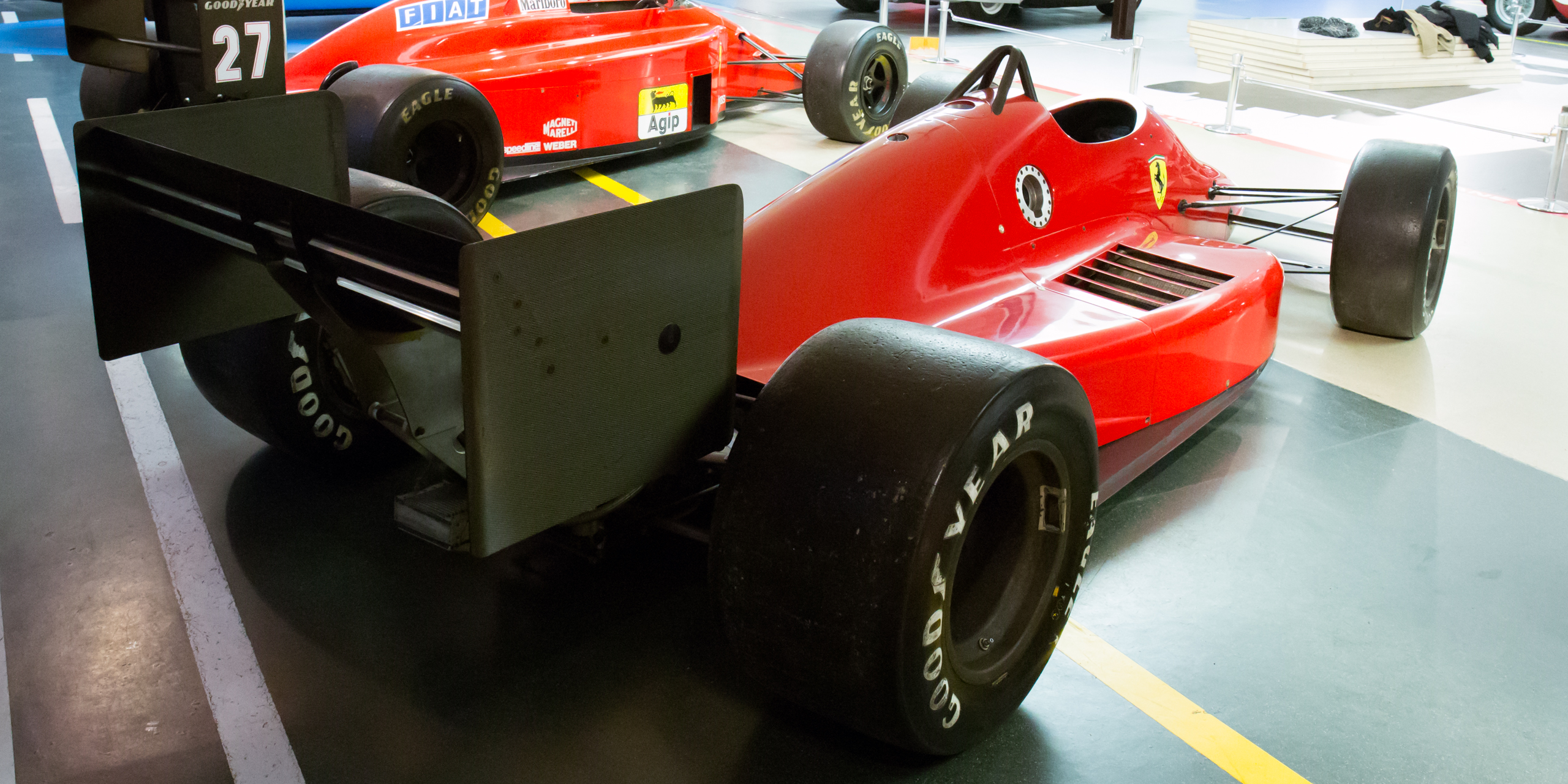
Ferrari 637. Hinter dem Cockpit der typische (beidseitig montierte) „Indy-Car-Tankstutzen“ für die Methanol-Betankung
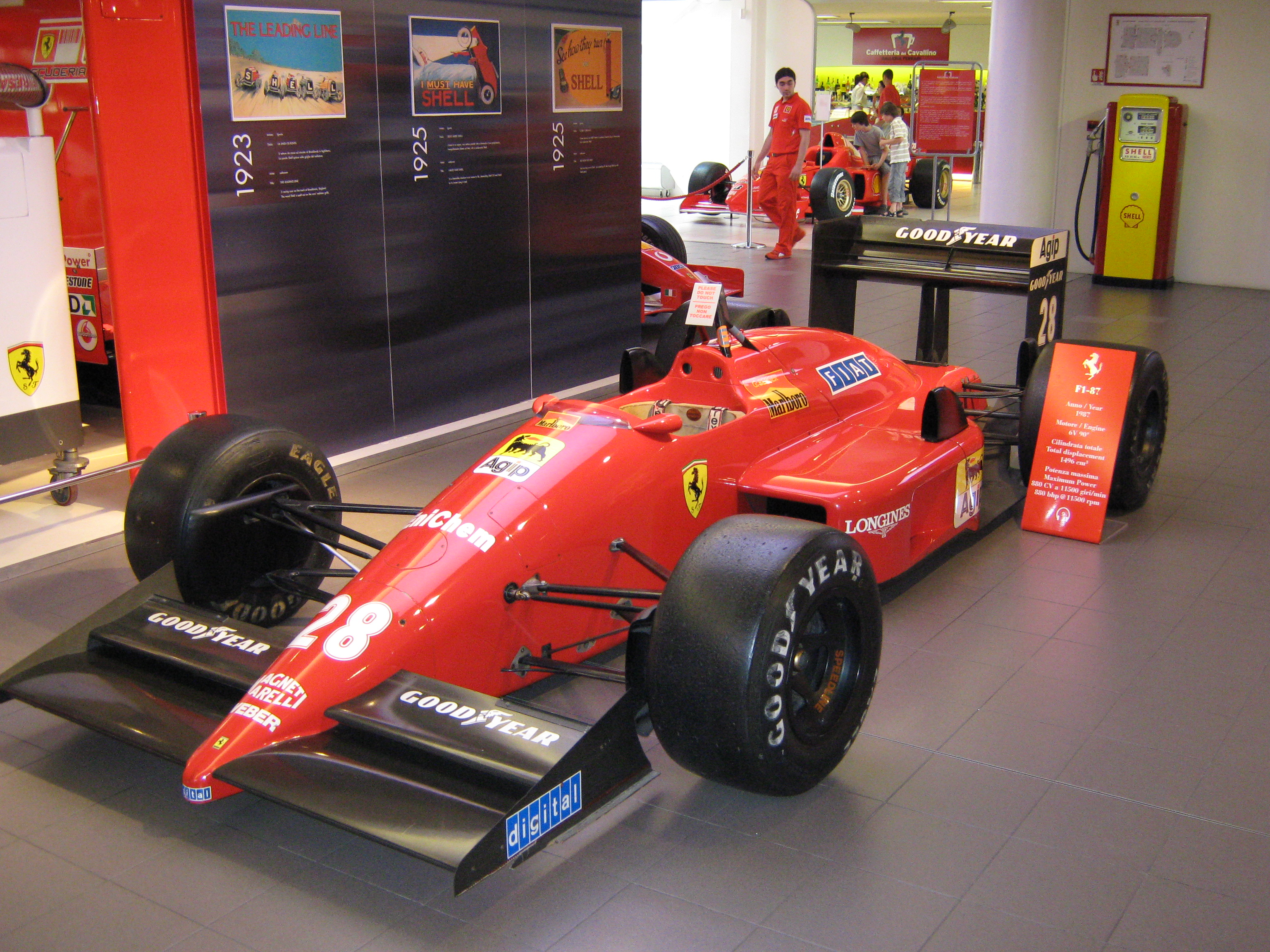
Zum Vergleich der gleichzeitig für die Formel 1 entwickelte Ferrari F1/87
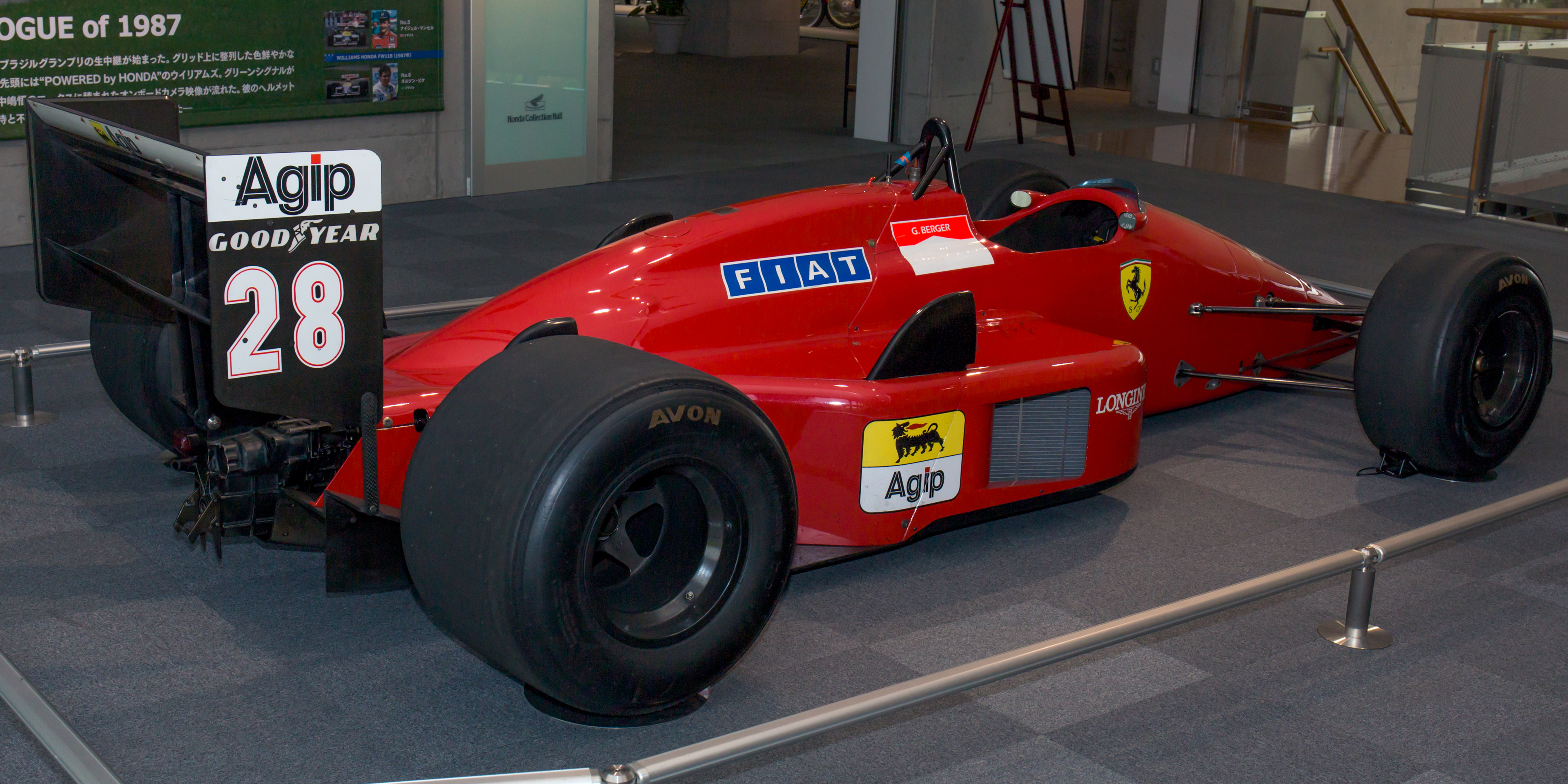
Ferrari F1/87 Heckansicht